# Mala vas pri Grosupljem
'Mala vas pri Grosupljem – wieś w Słowenii, w gminie Grosuplje. 1 stycznia 2017 liczyła 309 mieszkańców.